# 比利耶
比利耶（法語：Billiers，法語發音：[bilje]）是法国莫尔比昂省的一个市镇，属于瓦讷区和米济亚克县。

## 地理
比利耶（47°31'54"N, 2°29'22"W）面积5.87 平方千米，位于法国布列塔尼大區莫尔比昂省，该省份为法国西北部沿海省份，位于布列塔尼半岛南部，北起阿摩尔滨海省、西接菲尼斯泰尔省，南濒大西洋，东南接大西洋卢瓦尔省，东临伊勒-维莱讷省。
与比利耶接壤的市镇（或旧市镇、城区）包括：米济亚克、昂邦。

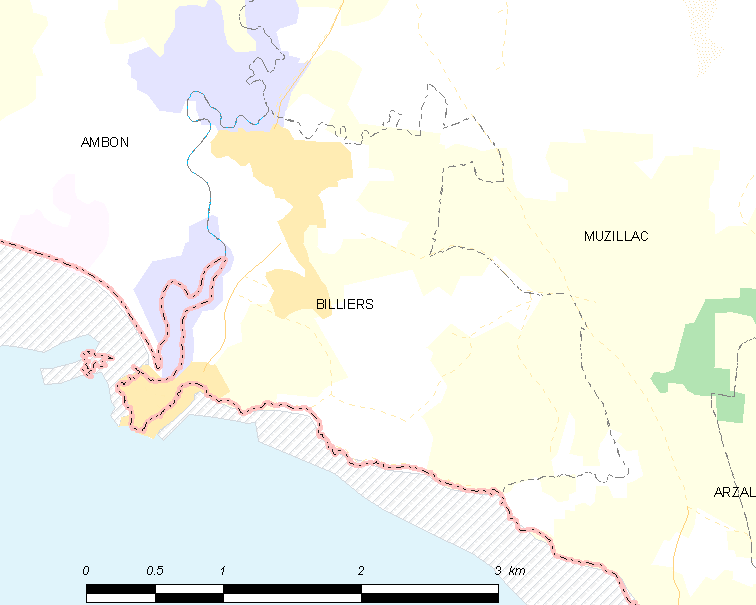
比利耶的OSM定位图

比利耶的时区为UTC+01:00、UTC+02:00（夏令时）。

## 行政
比利耶的邮政编码为56190，INSEE市镇编码为56018。

## 政治
比利耶所属的省级选区为米济亚克县。

## 人口

1962-2008年间比利耶人口变化图示

比利耶于2022年1月1日时的人口数量为1056人。